# Regent (Fahrzeugmarke)
Regent war eine britische Fahrrad- und Automarke.

## Unternehmensgeschichte
Das Unternehmen aus Birmingham stellte Fahrräder her. 1899 begann die Produktion von Automobilen. Der Markenname lautete Regent. 1900 endete die Automobilproduktion.

## Automobile
Im Angebot standen Dreiräder. Einbaumotoren von Accles-Turrell trieben die Fahrzeuge an.